# Nikkiranvođđa
Nikkiranvođđa är en kulle i Finland. Den ligger i Utsjoki kommun och landskapet Lappland, i den norra delen av landet, 1 100 km norr om huvudstaden Helsingfors. Toppen på Nikkiranvođđa är 420 meter över havet. Nikkiranvođđa ingår i Paistunturit.
Terrängen runt Nikkiranvođđa är platt åt sydost, men åt nordväst är den kuperad.  Trakten runt Nikkiranvođđa är nära nog obefolkad, med mindre än två invånare per kvadratkilometer. Omgivningarna runt Nikkiranvođđa är i huvudsak ett öppet busklandskap.